# Transport Act 1980
Der Transport Act 1980 war ein vom Parlament des Vereinigten Königreichs verabschiedetes Gesetz. Er führte die Deregulierung des überörtlichen Busverkehrs im Vereinigten Königreich ein und erlaubte den Aufsichtsbehörden, den Busverkehr probeweise zu deregulieren. Es wurde auf Initiative der konservativen Regierung von Margaret Thatcher verabschiedet. Der spätere Transport Act 1985 weitete die Deregulierung auf den innerörtlichen Busverkehr aus.
Infolge des Gesetzes kam es zu einer Neugründung zahlreicher Busunternehmen, die jedoch bis auf wenige Ausnahmen die Dominanz des staatlichen Busunternehmens National Express zunächst nicht brechen konnten. Das Gesetz hatte jedoch Auswirkungen auf die nationale Busindustrie. Der mögliche Wettbewerb führte zu einem Bedarf an schwereren Chassis, die für die längeren Strecken und höheren Reisegeschwindigkeiten besser geeignet waren. Infolgedessen brach der Markt für kleinere Reisebusse fast vollständig ein. Hersteller wie Bedford, Ford Thames oder Duple Coachbuilders stellten die Produktion derartiger Fahrzeuge im Laufe der 1980er Jahre ein, ein Teil von ihnen wurde geschlossen.